# Arquitectura del sistema de E/S
El sistema de entrada y salida está construido como un conjunto de manejadores apilados, cada uno de los cuales está asociado a un dispositivo de entrada/salida (archivos, red, etc.).
Ofrece a las aplicaciones y entornos de ejecución servicios genéricos que permiten manejar los objetos de E/S del sistema. A través de ellos se puede acceder a todos los manejadores de archivos y de dispositivos tales como: discos, redes, consola, tarjetas de sonido, etc.
La arquitectura de E/S, es compleja y está estructurada en capas, cada una de las cuales tiene una funcionalidad bien definida.

## Capas

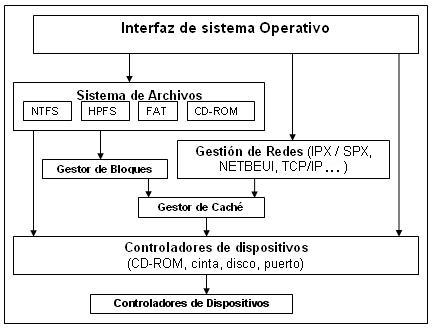
Esquema de entrada/salida.

- Interfaz del sistema operativo para E/S.
- Sistema de archivos.
- Gestor de redes.
- Gestor de bloques.
- Gestor de caché.
- Manejadores de dispositivo.

### Interfaz del sistema operativo para E/S
Proporciona servicios de E/S sincrona y asíncrona a las aplicaciones y una interfaz homogénea para poderse comunicar con los manejadores de dispositivo ocultando los detalles de bajo nivel; a la vez pueden proporcionar una interfaz para que el usuario pueda comunicarse entre sí y controla los manejadores que no son comunes entre otros.

### Sistema de archivos
Proporcionan una interfaz homogénea, a través del sistema de archivos virtuales, para acceder a todos los sistemas de archivos que proporciona el sistema operativo (FFS, SV, NTFS, FAT, etc).

### Gestor de redes
Proporciona una interfaz homogénea para acceder a todos los sistemas de red que proporciona el sistema operativo (TCP/IP, Novell, etc.). Además permite acceder a los manejadores de cada tipo de red particular de forma transparente.

### Gestor de bloques
Los sistemas de archivos y otros dispositivos lógicos con acceso a nivel de bloques se suelen limitar a traducir las operaciones del formato del usuario de bloques que entiende el dispositivo y se las pasan a este gestor de bloques.

### Gestor de caché
Optimiza las E/S mediante la gestión de almacenamiento intermedio de memoria para dispositivos de tipo bloques. El tamaño de la caché de bloques varía dinámicamente en función de la memoria RAM disponible, y los bloques se escriben a los dispositivos según la política que se tenga definida.

### Manejadores de dispositivo
Proporcionan operaciones de alto nivel sobre los dispositivos y las traducen en su ámbito interno a operaciones de control de cada dispositivo particular.
Cada uno de estos componentes se considera un objeto del sistema, por lo que habitualmente todos los sistemas operativos permiten modificar el sistema operativo de forma estática o dinámica para reemplazar, añadir o quitar manejadores de dispositivos. Sin embargo, por razones de seguridad no se permite a las aplicaciones de usuario acceder directamente a los dispositivos, sino a través de la interfaz de llamadas al sistema.
- Datos: Q5705230